# Campeonato Italiano de Rugby 1985-86
El Campeonato de Rugby de Italia de 1985-86 fue la quincuagésima sexta edición de la primera división del rugby de Italia.

## Sistema de disputa
El torneo se disputó en una primera fase zonal, en la cual los equipos por su rendimiento fueron clasificados en la Zona Campeonato y en Zona de Descenso.
Los equipos clasificados a la Zona Campeonato, disputaron encuentros en condición de local y de visitante, coronándose como campeón el elenco que al final del torneo consiguió más puntos en la liguilla final.

## Desarrollo

### Zona Campeonato
- Tabla de posiciones:[1]

| Pos. | Equipo           | Encuentros | Encuentros | Encuentros | Encuentros | Tantos | Tantos | Tantos | Puntos |
| Pos. | Equipo           | PJ         | PG         | PE         | PP         | F      | C      | Dif    | Puntos |
| ---- | ---------------- | ---------- | ---------- | ---------- | ---------- | ------ | ------ | ------ | ------ |
| 1.º  | Petrarca Padova  | 14         | 13         | 0          | 1          | 235    | 123    | +112   | 26     |
| 2.º  | L'Aquila Rugby   | 14         | 11         | 1          | 2          | 307    | 114    | +193   | 23     |
| 3.º  | Benetton Treviso | 14         | 9          | 0          | 5          | 315    | 190    | +125   | 18     |
| 4.º  | Rugby Rovigo     | 14         | 7          | 0          | 7          | 171    | 217    | -46    | 14     |
| 5.º  | Rugby Parma      | 14         | 6          | 1          | 7          | 250    | 231    | +19    | 13     |
| 6.º  | Amatori Catania  | 14         | 4          | 0          | 10         | 119    | 211    | -92    | 8      |
| 7.º  | Casale Rugby     | 14         | 3          | 0          | 11         | 158    | 336    | -178   | 6      |
| 8.º  | Amatori Milano   | 14         | 2          | 0          | 12         | 167    | 300    | -133   | 4      |

|  | Campeón. |

| Bandera de Italia       |
| Campeón Petrarca Padova |
| Décimo título           |